# Jawed Karim

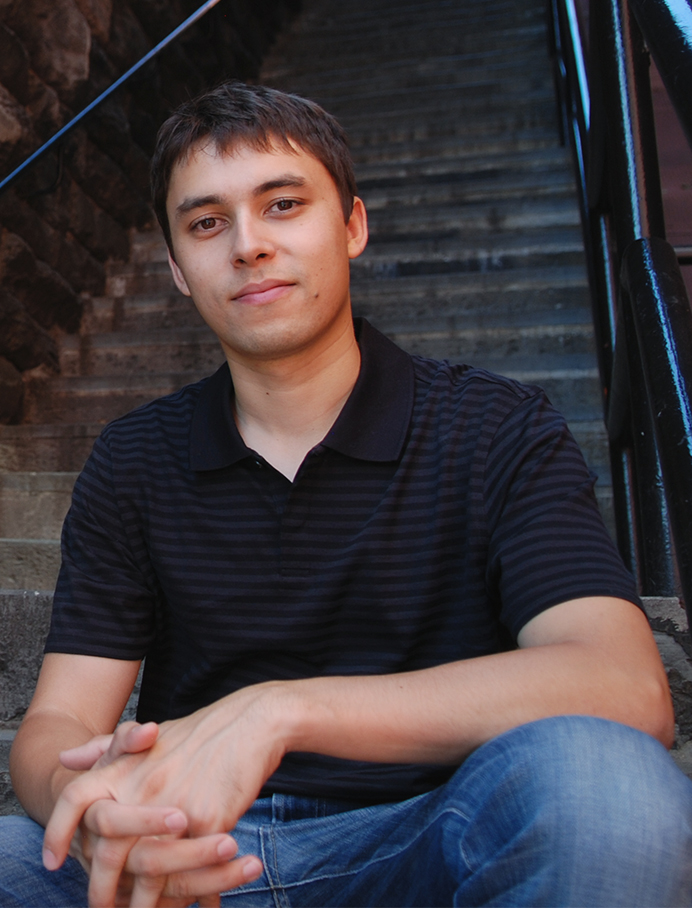
Jawed Karim (2008)

Jawed Karim  (* 28. Oktober 1979 in Merseburg, Bezirk Halle, DDR) ist ein deutsch-US-amerikanischer Internet-Unternehmer und Informatiker. Karim ist einer der drei Gründer des Videoportals YouTube. 

## Leben
Karims Mutter, Christine Karim, stammt aus Wernigerode in Sachsen-Anhalt und ist heute Associate-Professorin für Biochemie an der University of Minnesota. Sein Vater Naimul Karim stammt aus Bangladesch und kam als Student mit einem Stipendium in die DDR, wo er an der Technischen Hochschule Merseburg Chemie studierte. Aufgrund zunehmender Schikanen durch die Behörden übersiedelte die Familie 1982 in den Westen nach Neuss, wo Karims Vater als Chemiker beim Technologiekonzern 3M arbeitete und Karim das katholische Norbert-Gymnasium am Kloster Knechtsteden in der Nachbarstadt Dormagen besuchte.
Die ausländerfeindliche Stimmung zur Zeit der fremdenfeindlichen Übergriffe in Mölln, Rostock und Hoyerswerda zu Anfang der 1990er Jahre belastete die Familie. Nachdem Karims Vater ein Angebot erhalten hatte, am 3M-Hauptsitz in den USA zu arbeiten, zog die Familie 1992 in die Vereinigten Staaten. Dort besuchte er die Highschool in St. Paul im US-Bundesstaat Minnesota. Nach seinem Abschluss begann er ein Studium an der University of Illinois at Urbana-Champaign, das er nach drei Jahren unterbrach, um eine Stelle bei dem in San José ansässigen Online-Bezahldienstleister PayPal anzunehmen. Seine Kurse und Vorlesungen besuchte er weiterhin und schloss 2004 sein Informatik-Studium mit einem Bachelor ab.
Während seiner Tätigkeit bei PayPal lernte er Chad Hurley und Steve Chen kennen. Die drei Arbeitskollegen gründeten später zusammen die Video-Plattform YouTube, auf der Karim am 23. April 2005 um 20:27 Uhr das erste YouTube-Video Me at the zoo hochlud. Karim verließ YouTube während der Wachstumsphase, blieb aber einer der größten Anteilseigner an dem Unternehmen. Anschließend studierte Karim Informatik (computer science) an der Stanford University mit dem Ziel, später selbst Professor zu werden. YouTube wurde im Jahr 2006 von Google für 1,3 Milliarden Euro aufgekauft. Karim erhielt für seine Anteile im Gegenzug Google-Anteile im damaligen Wert von 64 Millionen US-Dollar.
Im Jahr 2008 gründete Karim  Y Ventures, ein Unternehmen, das Studenten finanziell unterstützt und ihnen hilft, ihr eigenes Startup aufzubauen. Die Firma gehörte unter anderem zu den frühen Investoren des Unternehmens Airbnb.